# Keith Hall

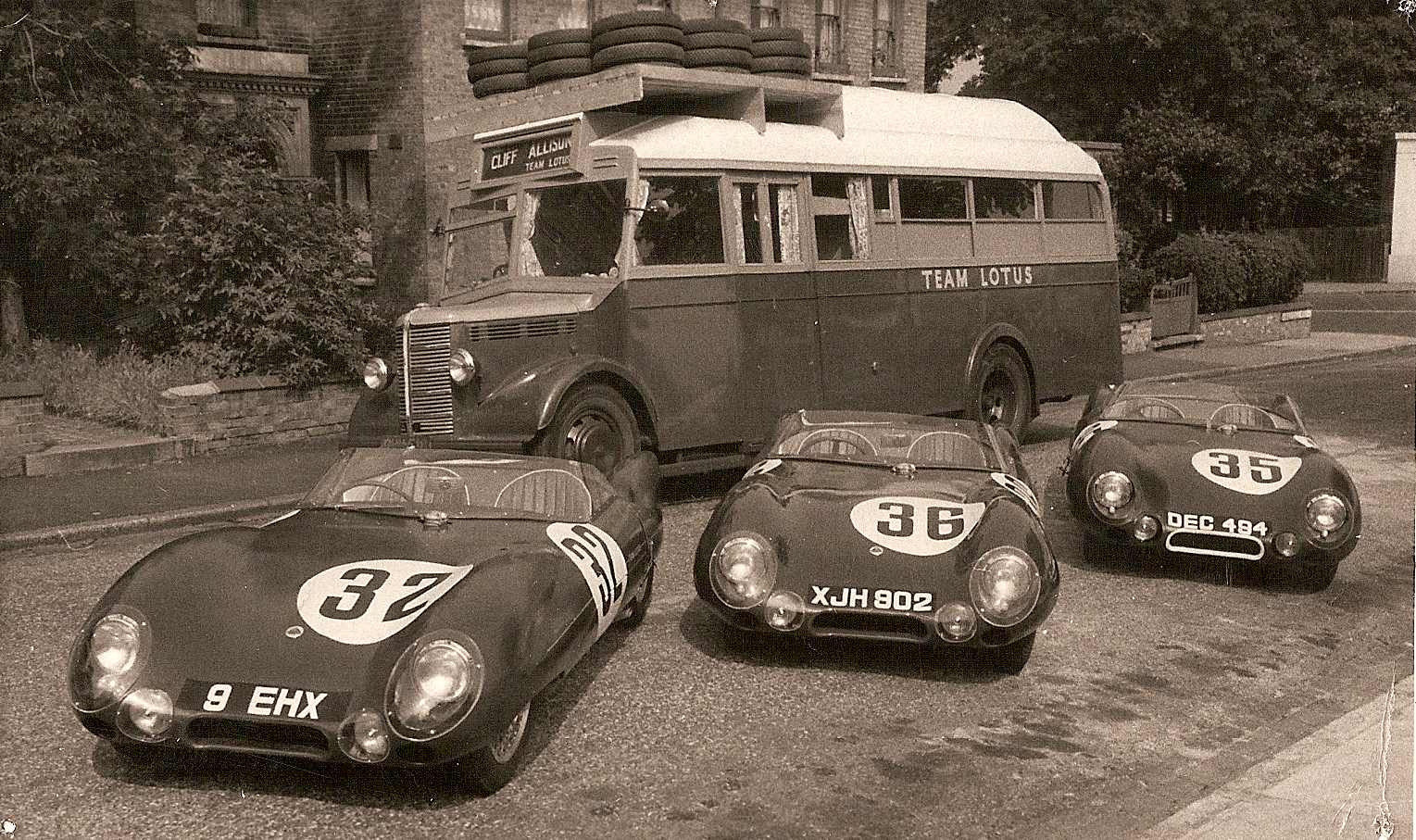
Drei Werks-Lotus Eleven vor dem Start zum 24-Stunden-Rennen von Le Mans 1956. Den Wagen mit der Nummer 35 fuhr Keith Hall

John Keith Hall (* 9. Januar 1929 in Newcastle upon Tyne; † 21. Januar 2017 ebenda) war ein britischer Automobilrennfahrer.

## Karriere
Keith Hall bestritt in den 1950er-Jahren Monoposto- und Sportwagenrennen. Mit Fahrzeugen von Cooper und Lotus ging er in den Britischen Formel-3-Meisterschaft an den Start und konnte 1954 und 1955 einige Rennsiege erreichen.
Erfolge bei Sportwagenrennen in Großbritannien brachten ihm ein Lotus-Werksengagement beim 24-Stunden-Rennen von Le Mans 1956 ein. Sein Partner im Lotus Eleven war Cliff Allison. Beenden konnte er das Rennen nicht, da Allison nach einem Unfall, ausgelöst durch einen über die Strecke laufenden Hund, aufgeben musste. 1957 kam er wieder nach Le Mans, wurde 14. in der Gesamtwertung und feierte einen Klassensieg.

## Statistik

### Le-Mans-Ergebnisse
| Jahr | Team                   | Fahrzeug     | Teamkollege   | Platzierung             | Ausfallgrund |
| ---- | ---------------------- | ------------ | ------------- | ----------------------- | ------------ |
| 1956 | Lotus Engineering Ltd. | Lotus Eleven | Cliff Allison | Ausfall                 | Unfall       |
| 1957 | Lotus Engineering Ltd. | Lotus Eleven | Cliff Allison | Rang 14 und Klassensieg |              |

### Einzelergebnisse in der Sportwagen-Weltmeisterschaft
| Saison | Team  | Rennwagen    | 1   | 2   | 3   | 4   | 5   | 6   | 7   |
| ------ | ----- | ------------ | --- | --- | --- | --- | --- | --- | --- |
| 1957   | Lotus | Lotus Eleven | BUA | SEB | MIM | NÜR | LEM | KRI | CAR |
| 1957   | Lotus | Lotus Eleven |     | 14  |     |     |     |     |     |
| 1958   | Lotus | Lotus Eleven | BUA | SEB | TAR | NÜR | LEM | RTT |     |
| 1958   | Lotus | Lotus Eleven |     |     | 17  |     |     |     |     |